# Albrecht Knust
Albrecht Knust   (Hamburg, 5 d'octubre de 1896 - Essen, 19 de març de 1978) fou ballarí, coreògraf, pedagog i motor del moviment alemany.
Des dels 16 anys va ballar en un grup folklòric després, abandonant els estudis empresarials, es va convertir amb Kurt Jooss, alumne de Rudolf von Laban i es va incorporar a la seva companyia el 1922.
Va crear les seves primeres coreografies el 1926, com a mestre de ballet al "Friedrichstheater" de Dessau (Der Prinz von China, música de Gluck i Die Geschöpfe de Prometheus, música de Beethoven). També publica els seus primers articles sobre la notació Laban.
El 1934, quan Kurt Jooss va sortir d'Alemanya cap a Anglaterra, després de guanyar la competició de l'Arxiu Internacional de Danses de 1932 amb The Green Table, Knust va acceptar la direcció del "Folkwangschule" d'Essen. El 1935, va fundar l'oficina de qualificació a Berlín. Va transcriure danses històriques després de Feuillet i Pécour i va participar en l'establiment de partitures grupals coreografiats per Laban per als Jocs Olímpics d'Estiu de 1936 de Berlín de 1936, titulats "Vom Tauwind und der Neuen Freude" (Del desgel i la nova alegria). Aquest espectacle finalment serà prohibit per Joseph Goebbels que jutgi aquesta obra no d'acord amb les seves expectatives.
Afectat per la desgràcia de Laban, Knust torna a Hamburg i es dedica sobretot a escriure el seu "Abriss der Kinetographie Laban", que enviarà a Jooss i al seu proper col·laborador Sigurd Leeder durant un viatge a Dartington. Jooss volia que Knust anotés les seves coreografies, però finalment serà Ann Hutchinson Guest, estudiant de Jooss, qui marcarà The Green Table. El 1939 Knust es va traslladar a Múnic. Va passar els anys de la guerra com a assessor a la "Bayerische Staatsoper". Aquesta experiència li permetrà constituir una massa d'uns 20.000 exemplars documentant problemes de classificació, que organitzarà després de la guerra en la seva "Handbuch der Kinetographie Laban" en vuit volums, inèdits fins ara.
Expert indiscutible en notació de Laban, Knust imparteix nombroses conferències després de la guerra i promou el coneixement del sistema d'escriptura els desenvolupaments paral·lels i de vegades divergents que es desenvolupen a banda i banda de la cinetografia ortodoxa a Alemanya i a Països llatins i "Labanotació" al món anglosaxó
Pel maig de 1951, Knust va ser designat a la "Folkwangschule" a Essen per Kurt Jooss que va tornar a Alemanya: va crear allà el "Kinetographisches Institut" i va cofundar el 1959 l'"International Council of Kinetography Laban" (ICKL) del qual va ser president el 1969.
Després de la seva jubilació el 1962, continuà oficiant a la "Folkwangschule" i morí sobtadament a mig març de 1978 d'aturada cardíaca.